# Крингуріле (Прахова)
Крингуріле (рум. Crângurile) — село у повіті Прахова в Румунії. Входить до складу комуни Баба-Ана.
Село розташоване на відстані 69 км на північний схід від Бухареста, 36 км на схід від Плоєшті, 129 км на захід від Галаца, 100 км на південний схід від Брашова.